# Грабово (Беочин)
Грабово (серб. Грабово) — село в Сербії, належить до общини Беочин Південно-Бацького округу в багатоетнічному, автономному краю Воєводина.

## Населення
Населення села становить 138 осіб (2002, перепис), з них:
- серби — 135 — 97,82%;

Решту жителів  — кілька етносів, зокрема: хорвати, словаки.

## Примітки

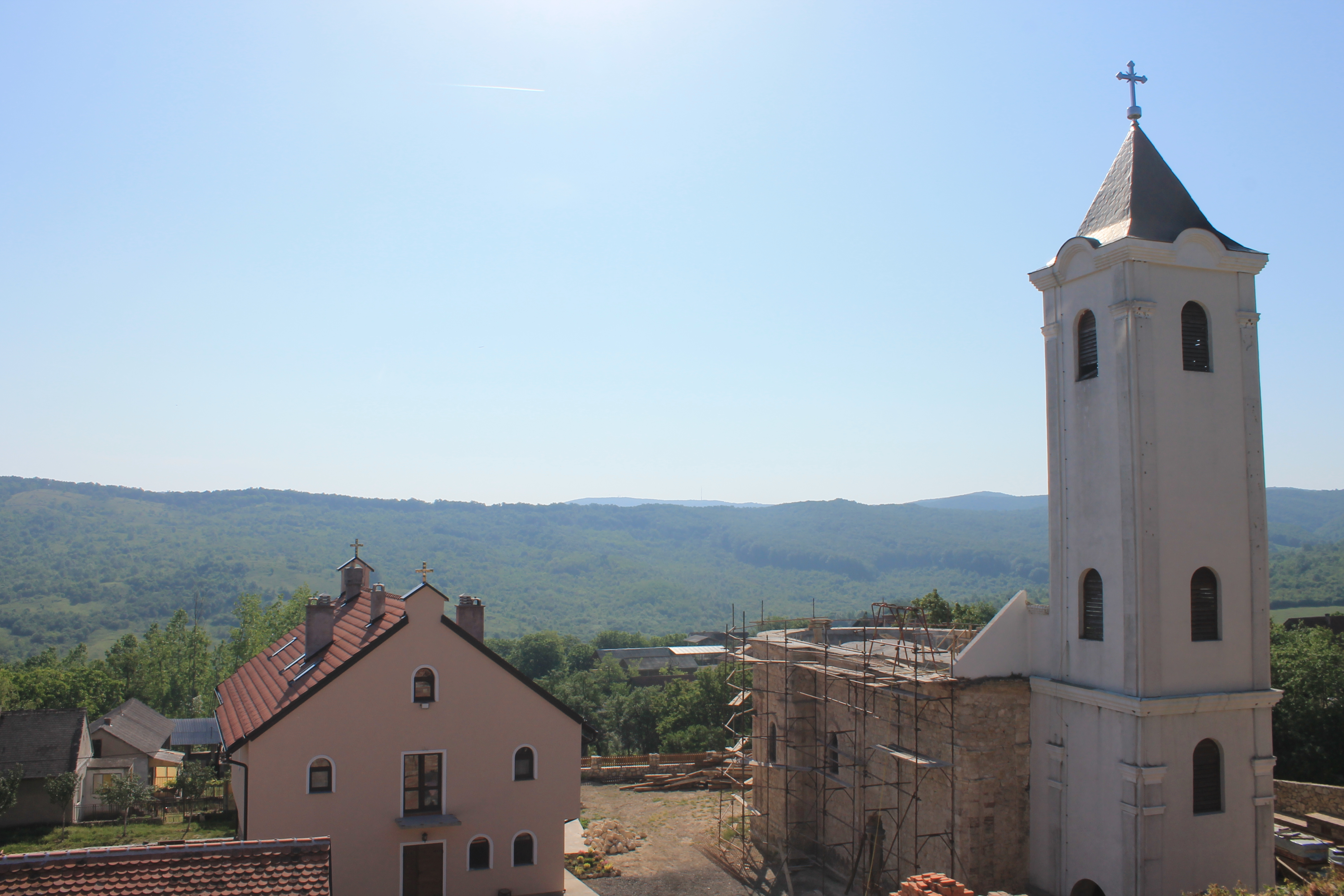
Монастир Святих Архангелів